# Marechausseemuseum
Het Marechausseemuseum (voorheen Museum der Koninklijke Marechaussee) was gevestigd in de Gelderse stad Buren in het voormalige Koninklijk Weeshuis.
Op 22 december 2023 sloot het museum de deuren voor het publiek. De collectie zal voor een deel een plaats krijgen in het Nationaal Militair Museum in Soesterberg.

## Geschiedenis
Op initiatief van de kolonel der Koninklijke Marechaussee M.C. van Houten is op 31 oktober 1936 het historisch museum der Koninklijke Marechaussee geopend in Apeldoorn. De privécollectie van Van Houten vormde het begin van de museumcollectie. Na de Tweede Wereldoorlog werd het museum gecoloceerd met het Leger en Wapen museum 'Generaal Hoefer', waarvan Van Houten destijds directeur was, in het Pesthuis in Leiden. Vanaf 1957 was het museum gevestigd in de Koninklijke Stallen te 's-Gravenhage en van 19 maart 1959 tot 10 april 1972 op de zolders van de Marechausseebrigade aan de Westersingel 12 in Rotterdam. Sinds 10 april 1972 is het museum ondergebracht in het voormalige Koninklijk Weeshuis in Buren. In 2000 is de nabijgelegen sportzaal van de gemeente Buren aangekocht en na een verbouwing sinds 12 april 2003 in gebruik om voorbeelden van het rollend materieel te exposeren.

## Collectie
De vaste expositie van het museum geeft een overzicht van de Koninklijke Marechaussee vanaf de oprichting op 26 oktober 1814 door Willem I tot nu. Aan de orde komen onder meer de werkzaamheden op de brigades (brigade-bureau, stallen, smidse en het rijdende erfgoed), oud-commandanten, inspecteurs en personen die op één of andere manier een belangrijke rol hebben gespeeld bij de Koninklijke Marechaussee, en er wordt aandacht besteed aan de BSB en verdwenen organisaties zoals het Korps Politietroepen, de Rijks- en Gemeenteveldwacht en de Rijks- en Gemeentepolitie. In de Dependance is vooral het rollend materieel te zien, zoals verschillende soorten voertuigen en motoren.

## Gebouw
Het weeshuis is bij acte van dotatie van 26 mei 1612 gesticht door Maria van Nassau en heeft tot 1953 als zodanig gefunctioneerd. Bij de verhuur sinds 1972 aan het Museum der Koninklijke Marechaussee is als voorwaarde gesteld dat ook de geschiedenis van het weeshuis permanente aandacht dient te krijgen. Dit gebeurt in drie ruimtes op de begane grond: de regentenkamer, de Burenkamer en de hal, die ook als trouwlocatie gebruikt wordt, en op een deel van de zolder.

## Overige
Het Marechausseemuseum was het eerste politiemuseum in Nederland en heeft sinds 7 december 2005 de status van geregistreerd museum. Het is organisatorisch ondergebracht in de Stichting Koninklijke Defensiemusea (SKD).